# Manuel Gonçalves Cerejeira
Manuel Gonçalves Cerejeira (Lousado, 29 de noviembre de 1888 - Lisboa, 1 de agosto de 1977) fue un religioso católico portugués, patriarca de Lisboa entre 1929 y 1977.

## Biografía
Nacido el 29 de noviembre de 1888 en Lousado, estudió en la Universidad de Coímbra, en la que había ingresado en septiembre de 1909 para estudiar Teología. Cerejeira y Salazar, cuya amistad se remontaba a sus años en el Seminario Diocesano de Viseu, fundaron en 1912 en la universidad la organización católica opositora Centro Academica da Democraçia Cristão y se acabarían convirtiendo en figuras prominentes del Centro Católico Portugués liderado por Lino Dato. Fue patriarca de la archidiócesis lisboeta entre el 22 de enero de 1929 y el 29 de junio de 1971.
Falleció el 1 de agosto de 1977 en Lisboa.